# 木下栄市
木下 栄市（きのした えいいち、1893年（明治26年）4月1日 - 1969年（昭和44年）12月18日）は、日本の陸軍軍人。最終階級は陸軍中将。

## 経歴
福岡県出身。1915年（大正4年）5月、陸軍士官学校（27期）を卒業。同年12月、歩兵少尉に任官し歩兵第14連隊付となる。1925年（大正14年）11月、陸軍大学校（37期）を卒業。のち、兵科を憲兵科に転じた。
1938年（昭和13年）3月、憲兵大佐に昇進し広島憲兵隊長となった。1939年（昭和14年）8月、陸軍憲兵学校幹事に就任し、支那駐屯憲兵隊総務部長、北支那派遣憲兵隊（改称）総務部長を歴任し、1941年（昭和16年）10月、陸軍少将に進級。
1942年（昭和17年）8月、中支那派遣憲兵隊長に就任し、1944年（昭和19年）11月、憲兵学校長に転じた。1945年（昭和20年）4月、陸軍中将に進み終戦を迎えた。同年12月、連合国より第三次戦犯指名され、A級戦犯として逮捕され収監。
1948年（昭和23年）1月31日、公職追放仮指定を受けた。